# Vilpas Vikings
Il Vilpas Vikings è una società cestistica avente sede a Salo, in Finlandia. Fondata nel 1908, gioca nel campionato finlandese.

## Roster 2017-2018
Aggiornato all'8 maggio 2018.
|    | Naz.                   | Ruolo | Sportivo         | Anno | Alt. | Peso |  |
| -- | ---------------------- | ----- | ---------------- | ---- | ---- | ---- |  |
| 1  | Stati Uniti (bandiera) | G     | Tobin Carberry   | 1993 | 193  | 79   |  |
| 2  | Stati Uniti (bandiera) | G     | Javontae Hawkins | 1993 | 196  | 92   |  |
| 3  | Stati Uniti (bandiera) | P     | Jaylon Brown     | 1994 | 183  | 84   |  |
| 4  | Finlandia (bandiera)   | G     | Mikko Koivisto   | 1987 | 194  | 89   |  |
| 6  | Finlandia (bandiera)   | AC    | Miikka Luosmaa   | 1994 | 204  | 112  |  |
| 7  | Finlandia (bandiera)   | A     | Juho Nenonen     | 1987 | 202  | 104  |  |
| 8  | Finlandia (bandiera)   | AP    | Matias Ojala     | 1989 | 199  | 97   |  |
| 9  | Finlandia (bandiera)   | P     | Teemu Rannikko   | 1980 | 189  | 85   |  |
| 12 | Finlandia (bandiera)   | P     | Aatu Kivimäki    | 1997 | 186  | 81   |  |
| 21 | Finlandia (bandiera)   | A     | Riku Laine       | 1997 | 197  | 100  |  |
| 23 | Finlandia (bandiera)   | G     | Topias Kuukkanen | 1992 | 187  | 83   |  |
| 34 | Stati Uniti (bandiera) | A     | Aaron Jones      | 1993 | 206  | 101  |  |

### Staff tecnico
| Allenatore: | Joonas Iisalo                 |
| Assistente: | Juuso Konttinen, Jere Anttila |

## Palmarès
- Campionato finlandese: 1

2020-2021
- Coppa di Finlandia: 1

2019